# Helena Isabel
Helena Isabel Fernandes Correia Ribeiro (Lisboa, 6 de fevereiro de 1952) é uma actriz portuguesa. É mãe do cantor português Agir.

## Carreira
Estreou-se na Companhia de Teatro Alegre, sediada no Teatro Variedades, em Lisboa, tinha então 17 anos, com uma peça que se chamava Os Direitos da Mulher.
Faz a sua estreia em televisão em 1969, no programa Riso e Ritmo, de Francisco Nicholson.
Participa nos filmes Bonança & C.a (1969), A Maluquinha de Arroios (1970) e Os Touros de Mary Foster (1972). Foi uma das 5 finalistas do Miss Portugal 1971. Em 29 de Maio de 1971 é capa da revista "R&T - Rádio & televisão" com o título de capa "À Conquista Do Cinema Europeu".
Em 1971 estreou-se no teatro de revista, na peça É o Fim da Macacada, no Teatro ABC.
Em 1974 participa no Festival RTP da Canção com Canção Solidão da autoria de José Drummond.
Ajudou a fundar o Teatro Adóque iniciado em Setembro de 1974. Participa no filme O Princípio da Sabedoria (1975) de António de Macedo. Entre 1975 e 1981, fez parte de "Os Bonecreiros" com João Mota, de onde passou para o Grupo 4, dirigido por João Lourenço.
Participa nos filmes A Santa Aliança (1980) de Eduardo Geada e A Vida é Bela?! (1982) de Luís Galvão Telles.
Em 1982 entrou no elenco da primeira telenovela portuguesa, "Vila Faia", exibida pela RTP. No mesmo ano, estreou-se no cinema num filme de António de Macedo, "Os Abismos da Meia-Noite", onde contracenou com Rui Mendes.  A sua interpretação em Os Abismos da Meia Noite (1984) de António de Macedo, valeu-lhe o Prémio de Melhor Actriz do Instituto Português de Cinema.
Em 1983 foi a protagonista da telenovela "Origens" onde interpretou a personagem Sara Teles.
Na década de 1980 colaborou ainda com Herman José no elenco de O Tal Canal (RTP, 1983) e Hermanias (RTP, 1984). Participou também em Duarte & Companhia (RTP, 1985).
Em 1995, regressa ao cinema para participar no filme indiano Shejar, de Raju Parsekar, tendo regressado à televisão, em 1997, para fazer o espetáculo "Comédias d'Ouro", de Filipe La Féria, que passou na RTP.
Estreia-se, em 1999, na TVI, onde integra o elenco da série "Todo o Tempo do Mundo". Sendo que, em 2000 volta à RTP para fazer a telenovela "Ajuste de Contas". Em 2001, faz algumas séries como "Um Estranho em casa", da RTP, "Cuidado com as Aparências" ou "Bairro da Fonte", na SIC. Entrou no filme francês "Combat d'Amour en Songe", de Raoul Ruiz.
Regressa à TVI, em 2002, onde entra na telenovela "Sonhos Traídos" e, em 2004, em "Morangos com Açúcar". Ao mesmo tempo regressa ao teatro com a peça "Mulheres em Frente ao Espelho".
Participou nas peças Jantar de Idiotas (2004) e O Chato (2005) de Francis Veber, encenações de António Feio no Teatro Villaret.
Em Setembro de 2018 lançou um canal de Youtube, "A Idade Não Me Define".

## Televisão
| Ano         | Projeto                       | Papel                                | Notas                 | Canal |
| ----------- | ----------------------------- | ------------------------------------ | --------------------- | ----- |
| 1964        | Riso e Ritmo                  | Série de televisão                   |                       | RTP1  |
| 1973        | Nós, Vós, Elas e Eles         | Série de televisão                   |                       | RTP1  |
| 1974        | Satricão                      | Série de televisão                   |                       | RTP1  |
| 1974        | Festival RTP da Canção 1974   | Ela Própria                          | Concorrente           | RTP1  |
| 1979        | Isto Agora É Outra Louça      | Série de televisão                   |                       | RTP1  |
| 1979        | Zé Gato                       | Série de televisão                   | Secretária            | RTP1  |
| 1980        | Sheiks Com Cobertura          | Série de televisão                   | Pequena Participação  | RTP1  |
| 1980        | Retalhos da Vida de um Médico | Série de televisão                   |                       | RTP1  |
| 1980        | Eu Mostro Nico                | Série de televisão                   |                       | RTP1  |
| 1980        | Festival RTP da Canção 1980   | Ela Própria                          | Concorrente           | RTP1  |
| 1981        | E o Resto São Cantigas        |                                      |                       | RTP1  |
| 1982        | Vila Faia                     | Inês Brisar                          | Elenco Principal      | RTP1  |
| 1983        | Alegro                        | Série de televisão                   |                       | RTP1  |
| 1983        | Origens                       | Sara Teles                           | Elenco Principal      | RTP1  |
| 1983        | Festival RTP da Canção 1983   | Ela Própria                          | Concorrente           | RTP1  |
| 1983 - 1984 | O Tal Canal                   | Elenco Principal                     | Vários Papéis         | RTP1  |
| 1984 - 1985 | Hermanias                     |                                      | Vários Papéis         | RTP1  |
| 1984        | Festival RTP da Canção 1984   | Ela Própria                          | Concorrente           | RTP1  |
| 1987 - 1988 | Duarte e Companhia            | Cláudia                              | Elenco Secundário     | RTP1  |
| 1988        | Clubíssimo                    | Odete                                | Participação          | RTP1  |
| 1988        | A Mala de Cartão              | Amante de Linda                      | Elenco Adicional      | RTP1  |
| 1988 - 1989 | Passerelle                    | Maria do Céu Salema Barrett          | Elenco Principal      | RTP1  |
| 1988 - 1989 | Passerelle                    | Filipa                               | Elenco Principal      | RTP1  |
| 1990        | Euronico                      | Vários Papéis                        | Pequena Participação  | RTP1  |
| 1992        | O Altar dos Holocaustos       | Sandra                               | Pequena Participação  | RTP1  |
| 1992 - 1993 | Cinzas                        | Mariana Antunes                      | Elenco Principal      | RTP1  |
| 1994        | Ideias Com História           | Marlene Dietrich                     | Pequena Participção   | RTP1  |
| 1994        | Ideias Com História           | Marilyn Monroe                       | Pequena Participção   | RTP1  |
| 1993 - 1994 | Verão Quente                  | Isabel Alves                         | Elenco Principal      | RTP1  |
| 1994        | Desculpe Qualquer Coisinha    | Princesa Diana                       | Pequena Participação  | RTP1  |
| 1995        | Desencontros                  | Rosália                              | Elenco Principal      | RTP1  |
| 1996        | A Mulher do Senhor Ministro   | Senhora Di                           | Pequena Participação  | RTP1  |
| 1996        | Todos ao Palco                |                                      | Pequena Participação  | RTP1  |
| 1996        | Docas                         |                                      | Pequena Participação  | RTP1  |
| 1996 - 1997 | Vidas de Sal                  | Beatriz                              | Protagonista          | RTP1  |
| 1997        | Filhos do Vento               | Octávia Rocha                        | Elenco Principal      | RTP1  |
| 1998        | As Lições do Tonecas          | Fadista                              | Elenco Adicional      | RTP1  |
| 1999        | Uma Casa Em Fanicos           | Mariana                              | Elenco Adicional      | RTP1  |
| 1998 - 1999 | Médico de Família             | Isabel                               | Elenco Adicional      | SIC   |
| 1999        | Jornalistas                   | Maria Eduarda                        | Elenco Adicional      | SIC   |
| 1999 - 2000 | Todo o Tempo do Mundo         | Adelaide Serra                       | Elenco Principal      | TVI   |
| 2000 - 2001 | Ajuste de Contas              | Manuela                              | Elenco Principal      | RTP1  |
| 2001        | Segredo de Justiça            | Madalena                             | Elenco Adicional      | RTP1  |
| 2002        | Um Estranho Em Casa           | Rita                                 | Elenco Principal      | RTP1  |
| 2002        | Cuidado Com as Aparências     | Rosa                                 | Elenco Principal      | SIC   |
| 2002        | Sonhos Traídos                | Gabriela Sousa                       | Elenco Principal      | TVI   |
| 2003        | Ana e os Sete                 | Rosa Ribas de Sá                     | Elenco Principal      | TVI   |
| 2003 - 2005 | Morangos com Açúcar           | Teresa Duarte                        | Elenco Principal      | TVI   |
| 2004        | Inspetor Max                  | Paula Nascimento                     | Atriz Convidada       | TVI   |
| 2005 - 2006 | Mundo Meu                     | Margarida Sampaio                    | Elenco Principal      | TVI   |
| 2006        | 7 Vidas                       | Fátima                               | Elenco Adicional      | SIC   |
| 2006 - 2008 | Aqui Não Há Quem Viva         | Isabel Guerra                        | Elenco Principal      | SIC   |
| 2007        | Ilha dos Amores               | Maria da Glória «Glorinha» Cosme     | Elenco Principal      | TVI   |
| 2007 - 2008 | Fascínios                     | Amália Lopes de Almeida              | Elenco Principal      | TVI   |
| 2008 - 2009 | Flor do Mar                   | Petra Freitas                        | Co- Protagonista      | TVI   |
| 2010        | Dias Felizes                  | Beatriz                              | Elenco Principal      | TVI   |
| 2010 - 2011 | Sedução                       | Mafalda Silva Faria                  | Atriz Convidada       | TVI   |
| 2012 - 2013 | Louco Amor                    | Graça Correia                        | Co- Protagonista      | TVI   |
| 2014 - 2015 | Jardins Proibidos             | Leonor Gama                          | Elenco Principal      | TVI   |
| 2016 - 2017 | A Impostora                   | Assunção Ferreira da Costa Lancastre | Elenco Principal      | TVI   |
| 2018        | Valor da Vida                 | Madame Gerard                        | Elenco Adicional      | TVI   |
| 2019        | Solteira e Boa Rapariga       | Isabel                               | Elenco Principal      | RTP1  |
| 2019        | Amar Depois de Amar           | Matilde Macedo                       | Elenco Principal      | TVI   |
| 2021 - 2022 | Para Sempre                   | Nancy                                | Participação Especial | TVI   |
| 2022 - 2023 | Quero É Viver                 | Graça Pires                          | Elenco Principal      | TVI   |
| 2023 - 2024 | Queridos Papás                | Manuela Vilaça                       | Elenco Principal      | TVI   |
| 2024 - 2025 | A Fazenda                     | Zulmira Agapito                      | Elenco Principal      | TVI   |

## Filmografia
- Bonança & C.a (1969)
- A Maluquinha de Arroios (1970)
- Os Touros de Mary Foster (1972)
- Derrapagem (1974)
- O Princípio da Sabedoria (1975)
- A Santa Aliança (1977)
- Verde por fora, vermelho por dentro (1980)
- A Vida É Bela?! (1982)
- Os Abismos da Meia-Noite (1984)
- De Grens (1984)
- Contrainte par Corps (1988)
- Vianna da Motta, Cenas Portuguesas (1999), curta-metragem
- O Segredo das Pedras Vivas (2016)

## Teatro
- 1969 - Os Direitos da Mulher[5]
- 1969 - Os Elefantes Não Sentem as Pulgas
- 1971 - Querida Mamã
- 1972 - É o Fim da Macacada
- 1973 - Tudo a Nu
- 1974 - Tudo a Nu com Parra Nova
- 1974 - Pides na Grelha
- 1976 - Por Estes Santos Latifúndios
- 1977 - Os Retratos
- 1977 - A Estratégia do Cinismo
- 1978 - O Caso da Mão Misteriosa
- 1979 - O Chá dos Generais
- 1989 - Piaf
- 1992 - O Marido Vai à Caça
- 2004 - Jantar de Idiotas
- 2005 - O Chato
- 2010 - Encalhadas
- 2017 - A Comédia Fantástica[6]

## Participações no Festival RTP da Canção
- 1974 - Canção Solidão, Letra e Música de José Drummond. Fica em 6º Lugar, com 2 Pontos.
- 1980 - Um Abraço, Mais Nada, Letra de Nuno Gomes dos Santos, Música de Carlos Alberto Moniz. e Alegria Em Mi Maior, dentro do grupo As Alegres Comadres (composto também por Adelaide Ferreira, Ana Bola e Mila Ferreira), com Letra de José Jorge Letria e Música de Carlos Mendes. Ambas participações ficam em 7º jogo Lugar na primeira semifinal, com 11 pontos, não se classificando para a Final.
- 1983 - E Afinal, Quem És Tu?, Letra de Nuno Gomes dos Santos, Música de José Calvário. Fica em 3º Lugar, com 149 Pontos. É a sua melhor colocação.
- 1984 - (Já) Pode Ser Tarde, Dentro do Quarteto Paulo de Carvalho (Paulo De Carvalho, Helena Isabel, Miguel Braga, Carlos Araújo e André Sarbib), Letra e Música de Paulo de Carvalho. Fica em 7º Lugar na Primeira Rodada, não se classificando para a Rodada Final.

## Vida pessoal
Filha de mãe Assistente de Bordo e pai Empresário, cresceu em Lisboa, na Avenida João XXI, com a irmã, Berta, sete anos mais velha que Helena. A sua irmã é casada com o jornalista Joaquim Letria.
Os pais tentaram convencê-la a ir para a aviação, para Assistente de Bordo. Tirou o curso na Escola Lusitana feminina e mais tarde, estudou línguas na Alliance Française e no British Council. Os pais divorciaram-se quando Helena tinha 17 anos, tendo ficado a viver com a mãe.
Foi casada com o cantor Paulo de Carvalho durante 16 anos, tendo os dois tido um filho, Bernardo (1988), que agora é compositor de música, conhecido pelo nome de Agir.